# Dragoljub Mićunović
Dragoljub Mićunović, cyr. Драгољуб Мићуновић (ur. 14 czerwca 1930 w m. Merdare) – serbski filozof i polityk, jeden z założycieli i były przewodniczący Partii Demokratycznej oraz były przewodniczący parlamentu Serbii i Czarnogóry.

## Życiorys
Urodził się we wsi w pobliżu miasta Kuršumlija w ówczesnym Królestwie Jugosławii. Dzieciństwo spędził w Skopje, gdzie jego ojciec pracował jako urzędnik państwowy. Po inwazji niemieckiej na Jugosławię i okupacji jej południowej części przez Bułgarię jego rodzina została wysiedlona do Serbii. Po II wojnie światowej Dragomir Mićunović spędził dwa lata w obozie komunistycznym na wyspie Goli otok. Po zwolnieniu skończył studia filozoficzne na Uniwersytecie w Belgradzie i w 1960 został asystentem przy Katedrze Filozofii tego uniwersytetu. Doktoryzował się na tej samej uczelni. W 1968 był jednym z przywódców protestów studenckich. Został wówczas tymczasowo aresztowany, objęty zakazem pracy na uczelni i zakazem wydawania publikacji w Jugosławii. Pracował także na Uniwersytecie w Konstancji, po powrocie do Serbii w 1983 podjął pracę w instytucie filozofii i teorii społecznej, obejmując stanowisko dyrektora.
Był wcześniej związany również z grupą zorganizowaną wokół czasopisma „Praxis”, które reprezentowało początkowo nurt marksistowskiego rewizjonizmu, później wspierało protesty studenckie i Chorwacką Wiosnę, a ostatecznie zostało zamknięte w 1974.
W 1988 współtworzył jugosłowiańskie forum praw człowieka, w 1989 znalazł się wśród członków komitetu założycielskiego Partii Demokratycznej. 3 lutego 1990 został wybrany pierwszym przewodniczącym Partii Demokratycznej. Zajmował to stanowisko do 1994, kiedy zastąpił go Zoran Đinđić. Razem z grupą intelektualistów założył Centrum na rzecz Demokracji, pozarządową organizację wspierającą rozwój społeczeństwa obywatelskiego, edukację i reformy społeczno-polityczne. W 1996 powołała nową partię polityczną – Centrum Demokratyczne, pełniąc funkcję jej przewodniczącego. W 1999 organizował opozycyjną koalicję DAN, następnie zaapelował o zorganizowanie szerokiego porozumienia opozycyjnego, co dało podstawy do utworzenia Demokratycznej Opozycji Serbii.
W 1990 został wybrany do Zgromadzenia Narodowego. Był delegatem do wyższej izby parlamentu federalnego. W ogólnokrajowych wyborach do parlamentu federalnego Jugosławii w 1992 uzyskał mandat z ramienia Partii Demokratycznej. W kolejnych wyborach w 1996 wszedł w skład parlamentu jako kandydat opozycyjnej koalicji „Zajedno”. W grudniu 1997 bezskutecznie ubiegał się o prezydenturę Serbii. W 2000 startował jako jeden z liderów koalicji DOS. Został wówczas wybrany na przewodniczącego niższej izby federalnego parlamentu Jugosławii, którą kierował do 2003. Od marca 2003 do marca 2004 był przewodniczącym Zgromadzenia Serbii i Czarnogóry. W 2003 ponownie kandydował na urząd prezydenta Serbii z ramienia DOS, przegrał z Tomislavem Nikoliciem, jednak z uwagi na zbyt niską frekwencję wybory okazały się nieważne.
W wyborach w 2003 Dragoljub Mićunović otwierał listę wyborczą Partii Demokratycznej, do której przyłączył się wraz z centrystami w 2004. W 2007, 2008, 2012, 2014 i 2016 uzyskiwał ponownie poselską reelekcję, w 2008 prowadził listę wyborczą prezydenckiej koalicji.
W 2017 podpisał deklarację o wspólnym języku Chorwatów, Serbów, Boszniaków i Czarnogórców.